# Cambessedesia espora
Cambessedesia espora är en tvåhjärtbladig växtart som först beskrevs av A.St.Hil. och Aimé Bonpland, och fick sitt nu gällande namn av Dc.. Cambessedesia espora ingår i släktet Cambessedesia och familjen Melastomataceae. Utöver nominatformen finns också underarten C. e. ilicifolia.